# Отрадовка (Донецкая область)
Отра́довка (укр. Одрадівка) — село в Светлодарской городской общине Бахмутского района Донецкой области Украины.
Население по переписи 2001 года составляло 152 человека.
У села Отрадовки обнаружены стоянка эпох палеолита и неолита, поселение эпохи поздней бронзы.
Село было оккупированно ВС РФ 19 октября 2022 года